# Port lotniczy Bonaventure
Port lotniczy Bonaventure (IATA: YVB, ICAO: CYVB) – krajowy port lotniczy położony 3 km na północny wschód od centrum Bonaventure, w prowincji Quebec, w Kanadzie.